# Ketchikan International Airport

i7
i11
i13

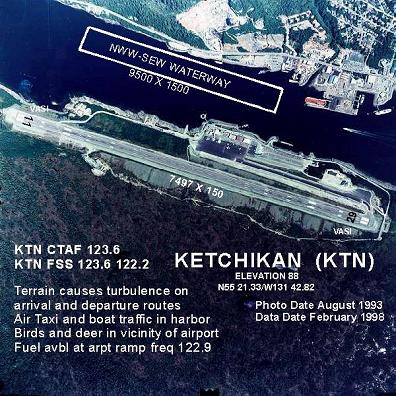

Der Ketchikan International Airport (IATA-Code: KTN; ICAO: PAKT)  ist ein staatlicher Flughafen, welcher sich zwei Kilometer westlich von Ketchikan im Ketchikan Gateway Borough, auf Gravina Island befindet. Die Flugpassagiere müssen mit einer Fähre, deren Überfahrt sieben Minuten dauert, zum Flughafen fahren.

## Geschichte
Während des Zweiten Weltkrieges wurde ein alter Militärflugplatz auf Annette Island genutzt. Der heutige Flughafen wurde am 4. August 1973 eröffnet.

## Infrastruktur
Der Internationale Flughafen Ketchikan umfasst eine Fläche von 1052 ha und befindet sich auf einer Höhe von 27 Metern über Meer. Es gibt eine Piste, welche als 11/29 bezeichnet wird und 2286 Meter lang sowie 46 Meter breit ist. Außerdem gibt es eine Wasserlandestelle (WNW/ESE) mit den Maßen 2896 × 457 Metern.
Im Jahr 2004 wurde ein neuer Rollweg („Bravo“) errichtet, damit man das Ende der Piste 11/29 erreichen konnte. Vorher wurde es Kleinflugzeugen gestattet, auf dem Rollweg „Alpha“ zu starten und zu landen, weil ein rollen über die Startbahn ("back-taxi") sehr zeitaufwendig war. Es gab Überlegungen, auf Grund der teilweise heftigen Seitenwinde (Böen bis zu 170 km/h) eine weitere Startbahn zu bauen.

## Ketchikan International Airport Ferry
Da sich der Flughafen auf einer nur gering besiedelten Insel befindet, verbindet eine Fähre die Stadt mit dem Flughafen. Sie legt alle 15 Minuten auf Gravina Island resp. auf Revillagigedo Island ab und durchquert die Tongass Narrows mit Passagieren und Fracht.

## Straßenverbindung
Es existiert keine Straßenverbindung zwischen Ketchikan und dem Flughafen. Zwischenzeitlich hatte man die Idee, eine Brücke („bridge to nowhere“) zu bauen. Sie wurde wegen der hohen Kosten (398 Mio. USD) nicht realisiert.

## Zwischenfälle
- Am 5. April 1976 verunglückte eine Boeing 727-81 der Alaska Airlines (Luftfahrzeugkennzeichen N124AS) bei der Landung auf dem Flughafen Ketchikan. Nach dem Aufsetzen mit Rückenwind, überhöhter Geschwindigkeit und schlechter Bremswirkung entschied sich der Kapitän, durchzustarten. Der Umkehrschub ließ sich jedoch nicht vollständig deaktivieren, so dass keine volle Triebwerksleistung erreicht wurde. Daraufhin wurden die Störklappen erneut ausgefahren und der Durchstartversuch wieder abgebrochen. Das Flugzeug überrollte das Landebahnende um 210 Meter und wurde zerstört. Von den 57 Insassen kam ein Passagier ums Leben.[3]

- Am 20. August 1991 startete eine Britten-Norman BN-2A-26 Islander von Temsco Helicopters (N68HA) auf dem Flughafen Ketchikan für einen Flug zum 135 Kilometer entfernten Wrangell. Etwa 45 Kilometer vom Flughafen entfernt entschied sich der Pilot aufgrund der schlechten Wetterbedingungen zur Umkehr nach Ketchikan. Noch 33 Kilometer vom Ziel entfernt flog die Maschine in einer Höhe von 250 m ins Gelände. Der Pilot und alle 3 Passagiere kamen ums Leben.[4]